# London Fields
London Fields es una película de suspenso de 2018 dirigida por Mathew Cullen con guion de Roberta Hanley y Martin Amis, basada en la novela del mismo nombre de 1989. La película fue protagonizada por Billy Bob Thornton como Samson Young, un escritor con una grave enfermedad que ha sufrido un bloqueo de escritor durante 20 años. Conforman el reparto además Amber Heard, Jim Sturgess, Theo James, Cara Delevingne y Jaimie Alexander.
London Fields fue vapuleada por la crítica. En Rotten Tomatoes tiene un 0% de aprobación basada en 34 reseñas, con un índice de audiencia promedio de 2.6 sobre 10. Su consenso afirma: "London Fields agrupa su material fuente y un elenco intrigantemente ecléctico, dejando al público con un posible neo-noir de interés sólo para los curiosos más mórbidos". En Metacritic tiene un puntaje de 16 sobre 100 basado en 12 críticas, indicando "desaprobación general".

## Reparto
- Billy Bob Thornton es Samson Young.
- Amber Heard es Nicola Six.
- Jim Sturgess es Keith Talent.
- Theo James es Guy Clinch.
- Jason Isaacs es Mark Asprey.
- Cara Delevingne es Kath Talent.
- Gemma Chan es Petronella.
- Jaimie Alexander es Hope Clinch.
- Johnny Depp es Chick Purchase.[3]